# 木村絵理子 (キュレーター)
木村 絵理子（きむら えりこ）は、日本のキュレーター。弘前れんが倉庫美術館館長。

## 概要
2000年、早稲田大学大学院文学研究科芸術学美術史専攻修了。同年より横浜美術館に勤務、2012年より主任学芸員。
2005年より横浜トリエンナーレに携わり、2020年の第７回展では企画統括を務めたほか、2014・2017年展キュレーター、2005年展アシスタント・キュレーター。
その他、關渡ビエンナーレ（2008、台北）、釜山Sea Art Festival（2011）など海外のプロジェクトに従事。現代美術、彫刻、写真・映像、パフォーマンス等の実験的な作品を紹介。
2023年より、弘前れんが倉庫美術館副館長兼学芸統括。2024年より、弘前れんが倉庫美術館館長。神奈川大学建築学部非常勤講師

## 企画
- 「昭和の肖像：写真でたどる『昭和』の人と歴史」展（2017年、横浜美術館コレクション展／2018年、アーツ前橋／2019年、National Gallery of Canada、オタワ）[5]
- 「BODY/PLAY/POLITICS」展（2016年）
- 「Welcome to the Jungle　熱々！東南アジアの現代美術」展（2013年、シンガポール美術館との共同企画／熊本市現代美術館）
- 「奈良美智：君や僕にちょっと似ている」展（2012-13年、青森県立美術館／熊本市現代美術館）
- 「高嶺格：とおくてよくみえない」展（2011年、広島市現代美術館／IKON Gallery、バーミンガム／鹿児島県霧島アートの森）[6]